# Sergius von Radonesch

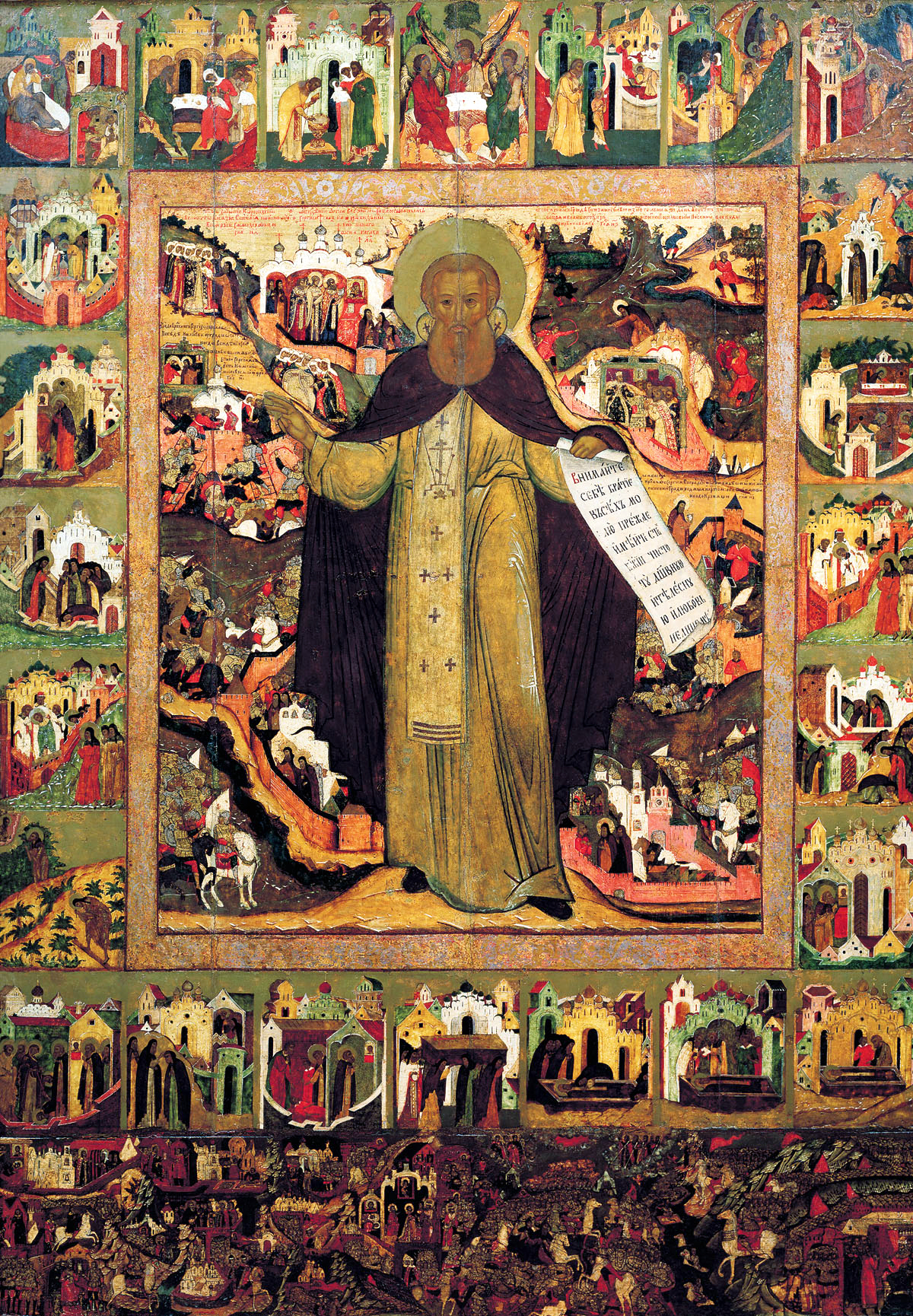
Ikone vom Leben des Sergius von Radonesch (17. Jahrhundert)

Heiliger Sergius von Radonesch (russisch Сергий Радонежский/ Sergi Radoneschski, wiss. Transliteration Sergij Radonežskij; * als Bartholomäus um 1314 in  Rostow, Russland; † 25. September 1392 in Sergijew Possad) ist ein sehr verehrter Heiliger in Russland und Gründer des Dreifaltigkeitsklosters in Sergijew Possad.

## Leben
Bartholomäus wurde auf dem Landgut seines Vaters Kyrill, der im Dienst der Fürsten von Rostow stand, geboren. Die Familie zog nach Radonesch (bei Sergijew Possad), nachdem das Fürstentum von Rostow 1329 unter die Herrschaft des Großfürstentums von Moskau gestellt wurde.
Erst nach dem Tod der Eltern konnte er seinen Wunsch, Mönch zu werden, umsetzen. Zusammen mit seinem verwitweten Bruder Stephan zog er als Einsiedler in den Wald nördlich von Radonesch, um sich an einer Wasserstelle niederzulassen.
Zusammen errichteten sie eine der Dreifaltigkeit geweihte Kapelle. Im Jahr 1342 ließ sich Bartholomäus vom Abt Mitrofan zum Mönch scheren und nahm den Klosternamen Sergius an. Während sein Bruder, der schon vorher Mönch war, sich bald wieder in eine bestehende Klostergemeinschaft eingliederte, setzte Sergius die Einsiedelei fort. Sein konsequenter Lebensstil zog Nachahmer an, die er zunächst zu vertreiben versuchte. Allmählich wuchs eine Einsiedlerkolonie heran. Anstatt die erste Wahl als Abt anzunehmen, zog er es zunächst vor, sich als demütiges und arbeitssames Vorbild zu üben. Erst nach dem Tod des ersten Abtes nahm er die anschließende Wahl an und ließ sich zum Priester weihen. Es entsprach seiner Bescheidenheit, das Angebot, Metropolit zu werden, abzulehnen.

## Wirkung

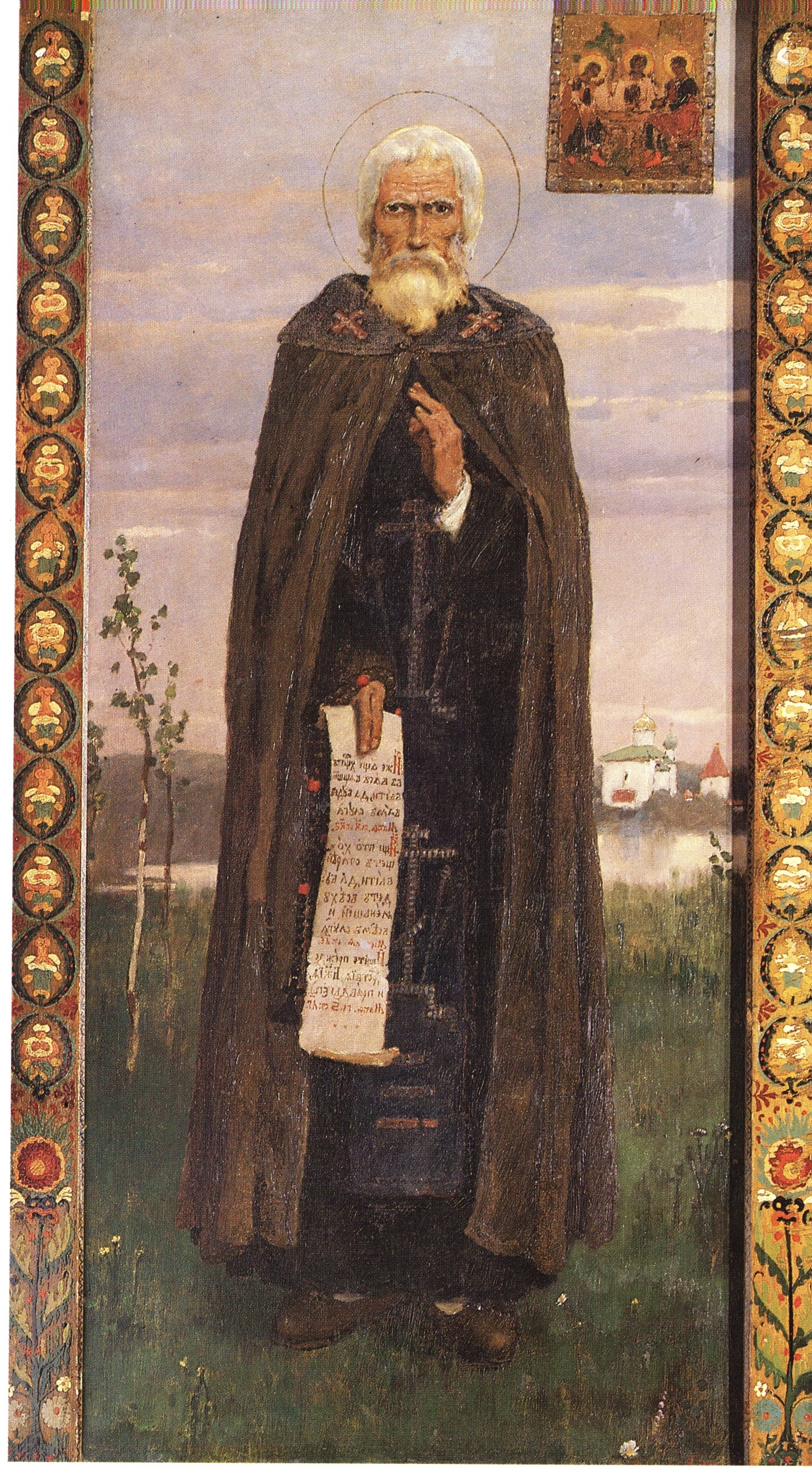
Ikone für die Kirche in Abramzewo von Wiktor Michailowitsch Wasnezow, 1882

Sergius segnete 1380 den Moskauer Großfürsten Dmitri Donskoi vor seinem Abwehr-Feldzug gegen die tatarisch-mongolische Goldene Horde. Die Schlacht auf dem Schnepfenfeld, bei der das tatarische Heer erstmals und dazu vernichtend geschlagen wurde, markiert den Beginn eines von Tataren befreiten russischen Staates.
Nach dem Vorbild des Dreifaltigkeits-Klosters sind mehr als dreißig weitere Klöster gegründet worden. Damit hatte Sergius einen starken Einfluss auf die Kolonisierung Nordrusslands. 
Ab 1450 begannen Reliquienverehrung und Wallfahrten. Es wurde regelmäßig von Heilungswundern an seinem Sarg berichtet. Auch sein außergewöhnlicher Lebenswandel wurde durch Wundergeschichten verklärt. Das Dreifaltigkeitskloster ist eines der geistigen Zentren der Russisch-Orthodoxen Kirche.
Kirchen des Sergius von Radonesch gibt es in Russland und Deutschland. Der kroatische Berg Srđ trägt seinen Namen.
1993 wurde der Asteroid (4485) Radonezhskij nach ihm benannt.